# Aulus Terenci Varró Murena (pompeià)
Aulus Terenci Varró Murena (llatí: Aulus Terentius Varro Murena) va ser un militar romà del segle i aC. Formava part de la gens Terència, d'origen plebeu.
Apareix per primera vegada l'any 69 aC quan va participar com a testimoni en l'afer judicial d'Aule Cecina, al que defensava Ciceró. Era membre dels aristòcrates o optimats i en esclatar la Segona Guerra Civil romana l'any 49 aC va abraçar el partit de Gneu Pompeu Magne, amb el que va anar a Grècia i sota el que va servir fins al 48 aC, quan els pompeians van ser derrotats a la batalla de Farsàlia. Ciceró parla d'ell en la seva correspondència i diu que era un dels seus amics. Després de Farsàlia ja no torna a ser mencionat.